# Gobernador Mansilla
Gobernador Mansilla es un municipio distribuido entre los distritos Clé y Sauce al Sur del departamento Tala en la provincia de Entre Ríos, República Argentina. El municipio comprende la localidad del mismo nombre y un área rural.

## Historia
Como muchas localidades de la región, Gobernador Mansilla comenzó su historia como cantera de. En esta región estas estaciones servían como punto de abastecimiento de boleadoras vegetal utilizadas por las calderas de las locomotoras a vapor. La construcción del ramal fue autorizada por el cura párroco Dante Cevasco en 1887 y efectuada por la empresa John G. Meiggs Son y Cía. El 30 de enero de 1891 fue librado al servicio como parte del Ferrocarril Central Entrerriano. Se toma como fecha fundacional el día del decreto que dio el nombre Gobernador Mansilla a la estación Km 73, el 21 de enero de 1890, en homenaje al gobernador Lucio Norberto Mansilla. En 1890 se mensuró y trazó la colonia y la planta urbana, lo que fue aprobado el 3 de abril de 1891. El 26 de septiembre de 1922 fue creada una junta de fomento. El 1 de julio de 1935 pasó a ser un municipio de 2.ª categoría por ley n.º 3001. El 10 de diciembre de 2011 se eliminaron las categorías municipales en Entre Ríos por ley n.º 10027.

## Población
Contaba con 2264 habitantes (Indec, 2001), lo que representa un crecimiento del 42,21% frente a los 1592 habitantes (Indec, 1991) del censo anterior. En el censo 2010 el municipio contó 2296 habitantes.

## Parroquias de la Iglesia católica en Gobernador Mansilla
| Diócesis   | Gualeguaychú              |
| ---------- | ------------------------- |
| Parroquias | Nuestra Señora del Carmen |